# تيرا فرايا

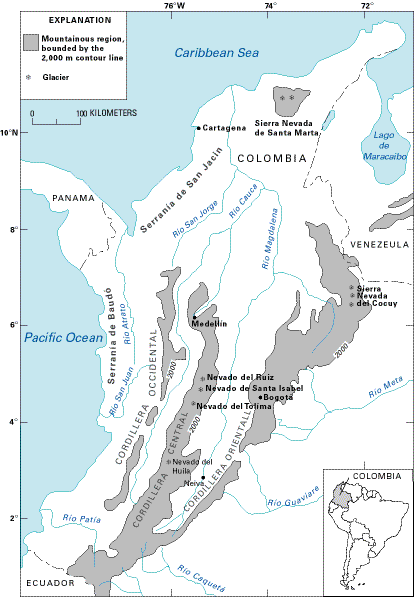

تيرا فرايا مصطلح إسباني يعني (الأرض الباردة)، وهو يطلق على الجزء من المرتفعات المدارية -في أمريكا الوسطى والجنوبية- الواقع بين سويتي ارتفاع 6,000 قدم (حوالي 1,850 م) و10,000 قدم (حوالي 3,600 م) ، وفيه تكون درجة الحرارة السنوية المتوسطة بين 18-12 مْ، وتجود فيه محاصييل القمح والشعير والبطاطا والتفاح.